# 제바트 파샤
제바트 파샤(Cevat Paşa) 또는 제바트 초반르(Cevat Çobanlı, 1870년 9월 14일 출생 ~ 1938년 3월 13일 별세)는 오스만 제국 시절 국방성(Harbiye Nazırı) 장관을 역임한 육군 군인이다.

## 오스만 시대

### 생애
제바트는 1870년 9월 14일, 아버지인 육군원수 샤키르 파샤(Şakir Pasha)와 어머니인 에미네 하늠(Emine Hanım)의 아들로, 콘스탄티노플의 술탄아흐메트에서 태어났다.
1888년에 갈라타사라이 고등학교를 졸업하고, 육군사관학교(Mekteb-i Fünûn-u Harbiyye-i Şâhâne 메크테브-이 퓌눈-우 하르비예-이 샤하네)에 입학하였다. 그는 4년간의 교육과정을 3년 만에 마치고 1891년 소위(Mülâzım-ı Sani 뮐라즘-으 사니)로 임관하였다. 그리고 그는 계속해서 국방 대학원(Mekteb-i Erkân-ı Harbiye-i Şâhâne 메크테브-이 에르칸-으 하르비예-이 샤하네, 현재 Harp Akademisi 하르프 아카데미시)에 입학, 1892년에 중위로 진급하였다. 1894년에는 국방 대학원을 졸업하고, 상급 대위(Erkân-ı Harp Yüzbaşısı 에르칸-으 하르프 위즈바슈스)로 두 계급을 뛰어넘는 고속승진을 하여 참모본부(Maiyet-i Seniyye Erkân-ı Harbiyesi 마이예트-이 세니예 에르칸-으 하르비예시)에서 술탄(황제)의 부관(Aide-de-camp)으로 근무했다.

### 몰타로의 망명
그는 제1차 세계 대전 종전 후 몰타로 망명하여, 몰타 망명자(Malta sürgünleri 말타 쉬르귄레리) 중 하나에 속하게 되었다.

## 터키 공화국 시대
그는 1938년 3월 13일 터키의 이스탄불에서 별세했다.
제바트 샤키르 카바야츨르(Cevat Şakir Kabaağaçlı, 할리카르나스의 어부)는 그의 조카이고, 미술가 알리예 베르게르(Aliye Berger)와 파흐렐니사 제이드(Fahrelnissa Zeid)는 질녀였다.

## 같이 보기
- 터키 독립 전쟁 최고 지도자 명단